# PC de juegos

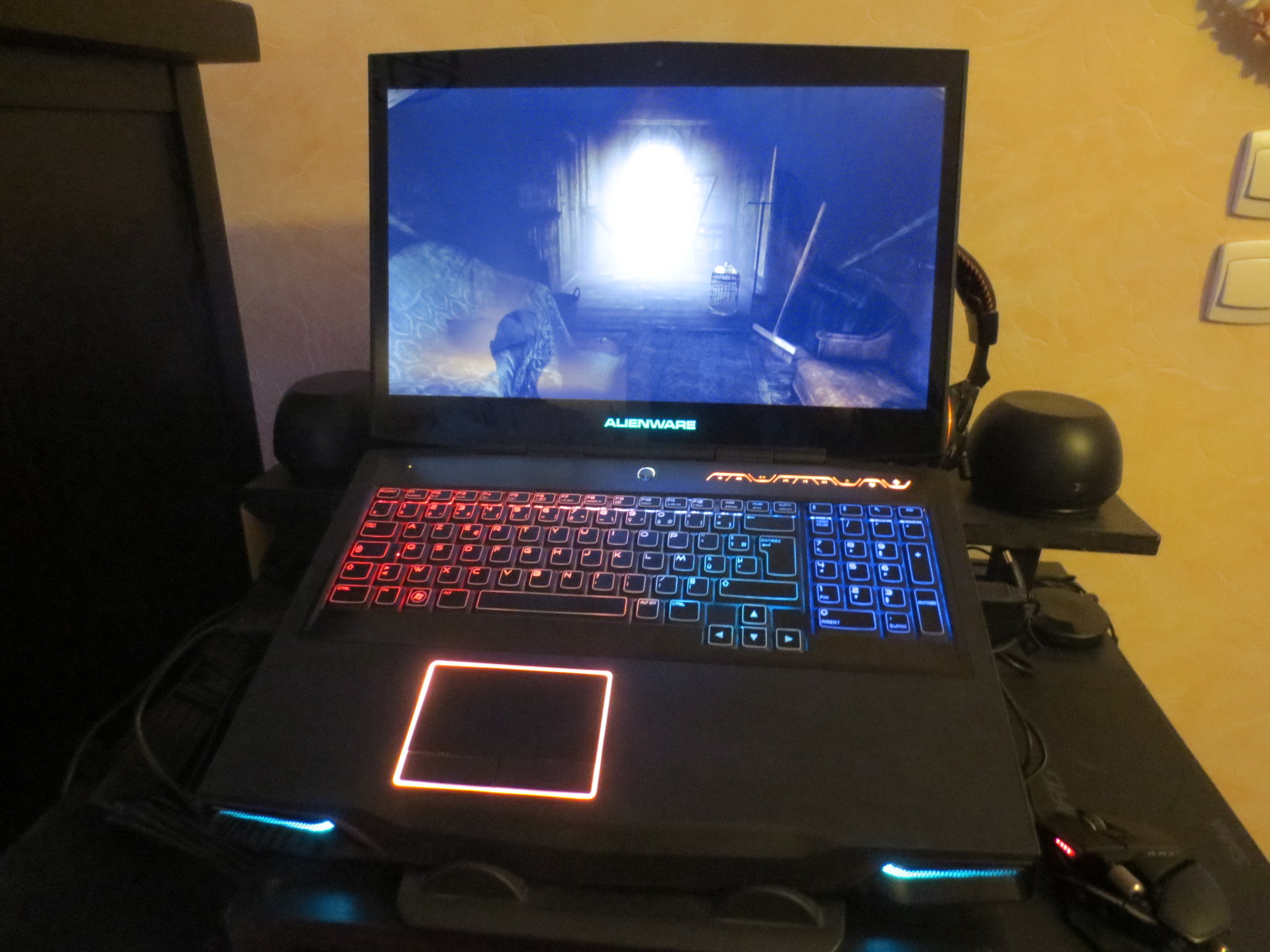
Un PC portátil dedicado a juegos.

Un PC de juegos conocido coloquialmente por su denominación inglesa «PC gaming» es un tipo de PC diseñado y especializado para ejecutar y poder jugar a todo tipo de videojuegos. Estos equipos generalmente se diferencian de los convencionales por el uso de tarjetas de video de alto rendimiento y unidades de procesamiento central con gran número de núcleos que sacrifican la eficiencia energética por un rendimiento puro. Los PC de juegos también se utilizan para otras tareas exigentes, como la edición de video. Muchos jugadores y entusiastas de los PC de alto rendimiento optan por sobrepotenciar u overclockear sus CPU y GPU para obtener un rendimiento adicional. El consumo de energía adicional necesario para realizar la acción de sobrepotenciado de cualquiera de las unidades de procesamiento requerir un método de refrigeración adicional, utilizando un sistema de refrigeración por aire mejorado o refrigeración por agua.

## Factores de forma
Aunque los PC para juegos suelen tener forma de ordenador de sobremesa, también pueden ser portátiles u ordenadores de mano.
Andrew Friedman, redactor jefe de Tom's Hardware, afirma que "los equipos de juego no son adecuados para todo el mundo", y que hay ciertos casos en los que un ordenador de sobremesa para juegos es más apropiado que un portátil, y otras circunstancias en las que un portátil es más apropiado que un ordenador de sobremesa. Cada plataforma tiene sus pros y sus contras, que pueden variar en función de las necesidades de cada persona. Por ejemplo, alguien que busque la máxima portabilidad podría elegir un portátil en lugar de un ordenador de sobremesa, ya que es completamente autónomo en un solo dispositivo, mientras que una configuración de sobremesa está dividida en varios componentes: monitor, teclado, ratón y el propio ordenador de sobremesa. Friedman argumenta que los portátiles son candidatos ideales para las LAN parties, especialmente los equipados con "GPU Max-Q de Nvidia" que "caben fácilmente en una mochila y no requieren cargadores escandalosamente grandes". Uno de los principales inconvenientes de los portátiles es su capacidad limitada para jugar en comparación con los ordenadores de sobremesa, debido a su menor tamaño. También hay menos elementos que se puedan sustituir en un portátil que en un ordenador de sobremesa, como la memoria RAM y el almacenamiento, en comparación con un ordenador de sobremesa en el que casi todos los componentes, incluidas las placas base y los procesadores, se pueden sustituir con la última tecnología disponible en la actualidad.
Los ordenadores de sobremesa para juegos son los más versátiles del mercado. La gente suele comprar PCs para juegos porque quieren el rendimiento que se espera de ellos. Gran parte de este potencial reside en las piezas de sobremesa, que pueden acelerarse para mejorar el rendimiento y también pueden resistir el maltrato gracias a su mayor durabilidad. Una carcasa grande normal en un ordenador de sobremesa también permite instalar más ventiladores para mejorar la refrigeración y la disipación del calor, lo que en última instancia se traduce en un mejor rendimiento en los juegos.
Los ordenadores de bolsillo para juegos son un formato relativamente nuevo. Debido a su cuerpo móvil, son los tipos de ordenadores para juegos más limitados, ya que los componentes generalmente no se pueden actualizar. Los PC de bolsillo para juegos pueden incluir un teclado físico o prescindir de él por completo para adoptar el estilo de una consola de juegos de bolsillo.